# 茶盘镇
茶盘镇，原为茶盘乡，是中华人民共和国四川省南充市营山县曾经下辖的一个镇。2019年10月，撤销凉风乡和茶盘乡，设立望龙湖镇，以原凉风乡和原茶盘乡所属行政区域为望龙湖镇的行政区域。

## 行政区划
茶盘镇撤销前下辖以下地区：
水风村、张鹏村、皇灵村、湾凼村、双木村、莲花村、连山村、罐坪村、道林村、大凼村和老荫村。